# Gruppo della calcioferrite
Il gruppo della calcioferrite è un gruppo di minerali con formula generale Ca4AD4(PO4)6(OH)4 • n(H2O); la sua validità è stata ratificata nel 2019 dall'Associazione Mineralogica Internazionale (IMA).
Il gruppo è a sua volta suddiviso in due sottogruppi, in base a qual è il catione dominante nel sito D, che può essere ferro trivalente (Fe3+), e in tal caso si parla di sottogruppo della calcioferrite oppure alluminio, e in tal caso si parla di sottogruppo della montgomeryite; nella formula generale n = 7 oppure 12.

## Minerali del gruppo della calcioferrite
| Gruppo                     | Sottogruppo                     | Minerali                                   |
| -------------------------- | ------------------------------- | ------------------------------------------ |
| Gruppo della calcioferrite | Sottogruppo della calcioferrite | calcioferrite · zodacite                   |
| Gruppo della calcioferrite | Sottogruppo della montgomeryite | fanfaniite · kingsmountite · montgomeryite |